# Michael Guest (homme politique)
Pour l’article homonyme, voir Michael Guest.
Michael Patrick Guest (né le 4 février 1970 à Woodbury au New Jersey aux États-Unis) est un procureur est homme politique américain. Il est un élu républicain de l'état du Mississippi. Il est élu en novembre 2018 pour être le représentant du 3e district du Mississippi.

## Biographie
Guest est diplomé de l'université d'État du Mississippi avec un baccalauréat en comptabilité puis de l'université du Mississippi avec un Juris doctor. Il est par la suite assistant au procureur des comtés de Madison et Rankin de 1994 à 2008. Il prend alors le poste de procureur dans les districts.
Lors des élections de 2018, Guest est candidat pour être représentant du 3e district du Mississippi pour succéder à Gregg Harper, qui décide de ne pas se représenter. Dans la primaire républicaine de juin 2018, il arrive premier avec 45% des votes. N'ayant pas de majorité, il doit affronter au second tour Whit Hughes qui a reçu 22% des voix. Guest sort vainqueur du second tour. Durant l'élection générale, il bat le représentant d'état Michael Evans, le candidat démocrate, dans ce district très majoritairement républicain.

### Articles annexes
- Liste des représentants des États-Unis pour le Mississippi